# L'Île du crabe
 (octobre 2023).
Si vous disposez d'ouvrages ou d'articles de référence ou si vous connaissez des sites web de qualité traitant du thème abordé ici, merci de compléter l'article en donnant les références utiles à sa vérifiabilité et en les liant à la section « Notes et références ».
L'Île du crabe est la trente-deuxième histoire de la série La Patrouille des Castors de Mitacq. Elle a été publiée pour la première fois du no 2440 au no 2443 du journal Spirou, puis sous forme d'album en 1986.